# Viktor Podvesko
Viktor Podvesko (Irkutsk, RSFS de Rusia; 17 de marzo de 1952-3 de agosto de 2024) fue un futbolista ruso que jugó en la posición de centrocampista.

## Equipos
| Periodo   | Club                  |
| --------- | --------------------- |
| 1970-1975 | FC Zvezda Irkutsk     |
| 1976-1977 | FC Кairat             |
| 1977-1978 | FC Shakhter Karagandá |
| 1979—1986 | FC Zvezda Irkutsk     |

## Tras el retiro
En la década de 2000 se convirtió en el representante general de la aerolínea Aeroflot en su ciudad natal Irkutsk.